# Hovden Cannery
Hovden Cannery was een conservenfabriek in Cannery Row, een straat in  Monterey, in de Amerikaanse staat Californië.

## Geschiedenis
Hovden Cannery werd op 7 juli 1916 opgericht door de Noorse immigrant Knut Hovden. Lange tijd was de visserij in de Baai van Monterey een van de productiefste ter wereld, dankzij onder andere de opwelling van voedingsrijk water vanaf de bodem van de Grote Oceaan. In Monterey was Hovden Cannery marktleider. In de eerste helft van de 20e eeuw was het een van de lucratiefste vishandelaars in de Verenigde Staten. Het lag gelegen naast Pacific Biological Laboratories, een laboratorium van marien bioloog Ed Ricketts.
Als gevolg van een dalende visvangst stortte de conservenmarkt in het midden van de jaren 50 in. In Cannery Row sloot Hovden Cannery als laatste conservenfabriek haar deuren in 1973. In 1984 werd in het gebouw het Monterey Bay Aquarium geopened.
De fabriek werd als inspiratiebron gebruikt voor enkele romans van John Steinbeck, zoals Tortilla Flat en Een blik in Cannery Row.

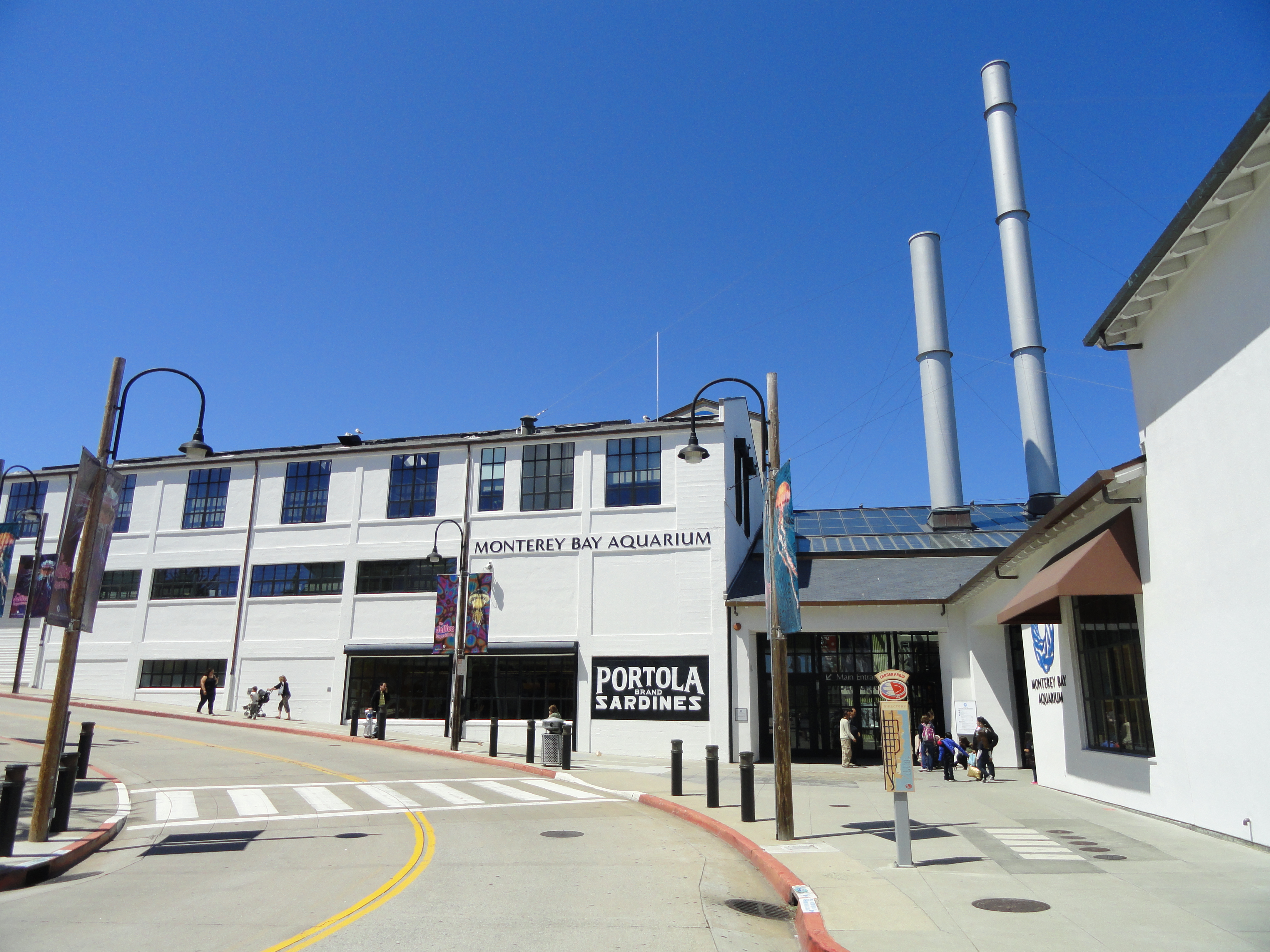
Ingang van het Monterey Bay Aquarium in de voormalige Hovden Cannery
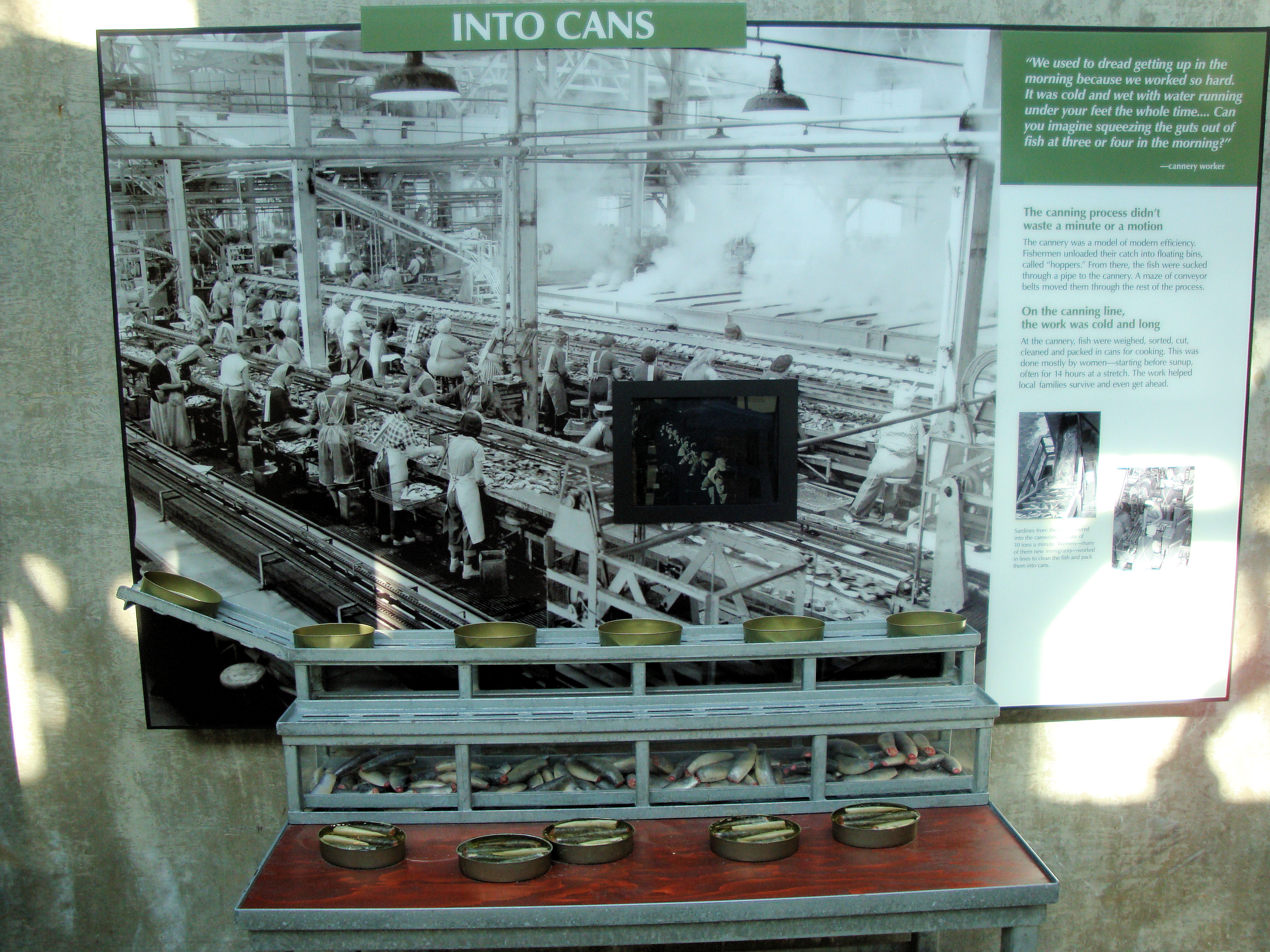
Informatiepaneel in het aquarium
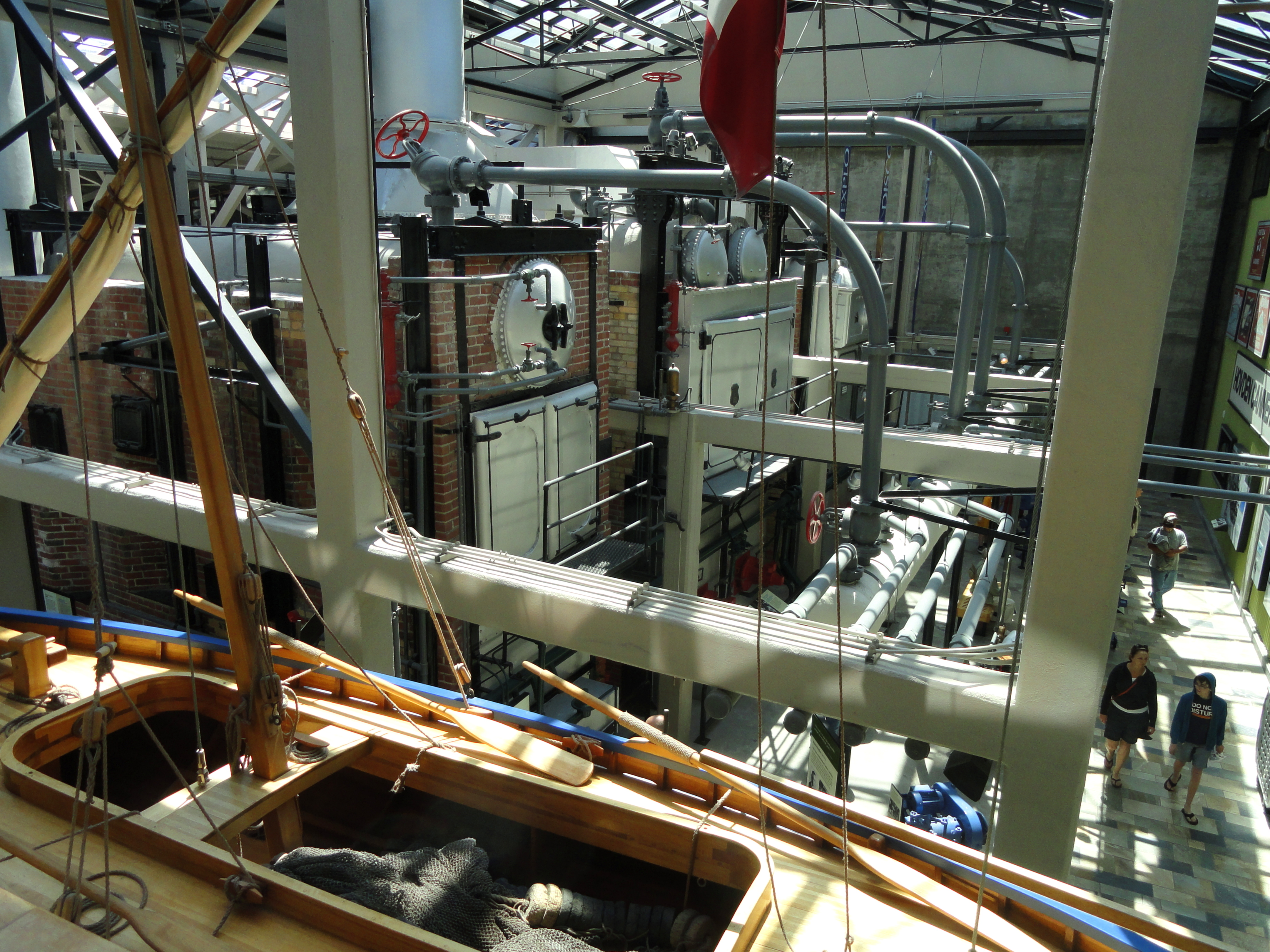
Interieur aquarium met machines van Hovden Cannery